# Heather McGowan
Heather McGowan (...) è una scrittrice statunitense.
I dettagli della sua vita, e perfino il luogo e l'anno di nascita, non sono noti. Nata fra la metà e la fine degli anni Settanta, ha trascorso parte dell'adolescenza in Francia, Belgio e Gran Bretagna e attualmente vive a Brooklyn. 
McGowan ha conseguito un master in belle arti presso la Università Brown. 
Nel 2001 ha pubblicato il romanzo Schooling (tr. ital. Schooling, 2007) con ottimi esiti critici (Rick Moody l'ha definita "la più elegante, singolare e lucida cesellatrice di prosa che io abbia letto da molti anni a questa parte"), e nel 2006 il romanzo Duchess of Nothing (tr. ital. Duchessa del nulla, 2009). Suoi lavori sono apparsi in Scribner's Best of the Fiction Workshops 1997 e in Soft Skull's Juncture.
Nel 2002 è stata autrice, con Niels Mueller, del soggetto e della sceneggiatura del film Tadpole - Un giovane seduttore a New York, diretto da Gary Winick.

## Opere
- Schooling, romanzo, Doubleday, 2001 (trad. it. di Marco Bertoli, Schooling, Nutrimenti, 2007)
- Duchess of Nothing, Bloomsbury, 2006 (trad. it. di Marco Bertoli, Duchessa del nulla, Nutrimenti, 2009)